# Leuctra theischingeri
Leuctra theischingeri är en bäcksländeart som beskrevs av Vinçon och Ignac Sivec 2001. Leuctra theischingeri ingår i släktet Leuctra och familjen smalbäcksländor. Inga underarter finns listade i Catalogue of Life.